# Vestens hårde halse
Vestens hårde halse (italiensk: C'era una volta il West, engelsk: Once Upon a Time in the West) er en italiensk spaghettiwestern fra 1968 instrueret af Sergio Leone.
I filmens hovedroller ses Henry Fonda som ukarakteristisk spiller skurken Frank, Charles Bronson som hans banemand "Harmonica", Jason Robards som banditten Cheyenne og Claudia Cardinale som Jill med en fortid som prostitueret, nybagt enke efter en jordejer. 
Filmmanuskriptet blev skrevet af Leone og Sergio Donati, ud fra et forlæg, som var lavet af Leone, Bernardo Bertolucci og Dario Argento. Fotografen var Tonino Delli Colli, og Ennio Morricone skrev musikken til filmen.
I Europa var filmen en betydelig kassesucces, som i nogle byer spillede i flere år, mens den hovedsagelig fik negativ kritik i USA, efter premieren her i 1969 og blev ingen succes i biograferne. Filmen betragtes i dag som et mesterstykke og en af de bedste westernfilm nogensinde.
I 2009 blev den optaget i National Film Registry af Library of Congress for at være "kulturelt, historisk og æstetisk" betydningsfuld, og den vil blive gemt i al fremtid.

## Handling
Filmen beskriver to konflikter, som foregår omkring Flagstone, en opdigtet by i det vilde vesten:  en kamp om jord i forbindelse med bygning af en jernbane og et hævntogt mod en koldblodig morder.  
Handlingen koncentrerer sig i første række om kampen om "Sweetwater" et stykke land i nærheden af Flagstone, som rummer områdets eneste kilde til vand.  Jorden blev købt af Brett McBain (Frank Wolff), som forudså, at jernbanen var nødt til at passere gennem dette område for at få vand til damplokomotiverne. Da jernbanebaronen Morton (Gabriele Ferzetti) finder ud af dette, sender han sin revolvermand Frank (Fonda) af sted for at intimidere McBain, og Frank dræber både McBain og dennes tre børn, hvorefter han efterlader beviser på åstedet, som peger i retning af banditten Cheyenne (Robards) og dennes bande. Da McBains nye brud Jill (Cardinale) ankommer fra New Orleans, ligger familien myrdet på gården, og hun bliver ejer af området.  
I mellemtiden er en mystisk mundharmonikaspillende revolvermand (Bronson), som Cheyenne senere giver navnet "Harmonica", på jagt efter Frank. I filmens indledende scene, som foregår på en jernbanestation, forekommer en række symbolske sekvenser. En stol, der knirker, en vindmølle, der knager, en revolverbevæbnet mand, der forsøger at dræbe en flue. Pludselig ankommer et tog, Harmonica springer ud og bliver konfronteret med de tre mænd, som Frank har sendt af sted for at dræbe ham. Den ene siger den efterhånden berømte sætning: "Der er vist en hest for lidt", og peger på de tre heste, banditterne har medbragt, men Harmonica svarer: "Nej, der er to for mange", hvorefter han dræber alle tre. I en landevejskro på vej til Sweetwater fortæller han Cheyenne, at de tre revolvermænd, som han dræbte, udgav sig for at være Cheyennes mænd. Et stykke tid senere dræber Harmonica to mænd, som Frank har sendt af sted for at dræbe Jill.
I Sweetwater bliver der leveret byggematerialer, som er tilstrækkelige til at bygge en jernbanestation og en mindre by. Harmonica forklarer Cheyenne, at Jill mister Sweetwater med mindre stationen er færdig, når jernbanebyggerne når frem til stedet, og Cheyenne sætter sine folk i gang med at bygge den.
I mellemtiden vender Frank sig mod Morton, som ønskede at slå en handel af med Jill. Franks forædderi lettes af, at Morton er invalid. Efter at have tvunget hende til sex, tvinger Frank Jill til at sælge sin ejendom på auktion. Han forsøger at købe ejendommen billigt ved at intimidere de andre købere, men Harmonica dukker op med Cheyenne som sin fange og afgiver et langt højere bud baseret på de dusørpenge, som han vil få for at overdrage Cheyenne til myndighederne. Efter at have afvist endnu et intimideringsforsøg fra Franks side sælger Harmonica ejendommen tilbage til Jill. På dette tidspunkt forsøger nogle af Franks mænd at dræbe Frank, efter at være blevet betalt af Morton for at forråde ham, men Harmonica advarer Frank for selv at få lejlighed til at dræbe ham.
Efter at Morton og resten af Franks mænd er blevet dræbt i en kamp med Cheyennes bande, tager Frank til Sweetwater for at konfrontere Harmonica. Ved to lejligheder har Frank spurgt Harmonica om hvem han er, og begge gange har Harmonica undladt at svare. I stedet har han opremset navne på personer, som Frank har dræbt. De to mænd stiller op til en revolverduel, og på dette tidspunkt vises det i et tilbageblik, hvad der er Harmonicas motiv for at få hævn:  Da Harmonica var dreng dræbte Frank hans ældre bror ved at placere ham med en løkke omkring halsen på skuldrene af Harmonica, så han ville blive dræbt, når Harmonica ikke længere kunne bære vægten af ham. Inden Frank forlader stedet, trykker han en mundharmonika ind i Harmonicas mund. I revolverduellen trækker Harmonica hurtigst og skyder Frank, og da Frank igen spørger hvem han er, trykker han mundharmonikaen ind i Franks mund. Frank nikker svagt i genkendelse og dør. 
Da Frank er død, siger Harmonica og Cheyenne farvel til Jill, som fører opsyn med bygningen af jernbanestationen, mens jernbanebyggerne ankommer til Sweetwater. Cheyenne kollapser næsten øjeblikkeligt, og indrømmer, at han blev skudt af Morton, mens han og hans mænd kæmpede mod Franks bande. arbejdstoget ankommer, og filmen slutter med, at Jill bærer vand til jernbanearbejderne, mens Harmonica rider af sted med Cheyennes lig ud mod horisonten.

## Rollebesætning
- Claudia Cardinale som Jill McBain
- Charles Bronson som Harmonica
- Jason Robards som Cheyenne
- Henry Fonda som Frank
- Gabriele Ferzetti som Morton
- Paolo Stoppa som Sam
- Woody Strode som Stony
- Jack Elam som Snaky
- Keenan Wynn som Sheriff
- Frank Wolff som Brett McBain
- Lionel Stander som barmand
- Al Mulock som Knuckles

## Produktion

### Oprindelse
Efter at have lavet sin amerikanske borgerkrigsfortælling Den gode, den onde og den grusomme, havde Leone planlagt at holde op med at lave westernfilm, da han mente at have sagt alt hvad han havde på hjerte. Han var stødt på bogen The Hoods skrevet under pseudonymet 'Harry Grey', en selvbiografisk bog om forfatterens egne oplevelser som en jødisk dreng under forbudstiden, og havde planer om at filmatisere bogen (dette blev 17 år senere til hans sidste film Der var engang i Amerika). Leone fik imidlertid kun tilbud om at lave westerns af filmselskaberne i Hollywood. United Artists (som havde produceret Dollars Trilogien) tilbød ham mulighed for at lave en film med Charlton Heston, Kirk Douglas eller Rock Hudson i hovedrollen, men det afslog Leone. Da Paramount imidlertid tilbød Leone et stort budget og Henry Fonda, hans favoritskuespiller, som han havde ønsket at arbejde med i næsten hele sin karriere, accepterede Leone tilbuddet.
Leone fik Bernardo Bertolucci og Dario Argento – filmkritikere, som senere blev instruktører – til at hjælpe sig med at udvikle manuskriptet i slutningen af 1966. De brugte en stor del af det følgende år på at se og diskutere talrige klassiske westernfilm såsom High Noon, The Iron Horse, The Comancheros, og Forfølgeren hjemme hos Leone, og opbyggede en historie, som næsten udelukkende bestod af referencer til amerikanske westerns. 
Lige siden Den gode, den onde og den grusomme, som oprindelig varede tre timer, blev Leones film som regel beskåret (ofte ret drastisk) inden de blev vist i biograferne. Leone var meget opmærksom på længden af Vestens hårde halse under indspilningen, og inddrog senere Sergio Donati, som havde været med i arbejdet med adskillige af Leones andre film, til at hjælpe med at forbedre drejebogen, ikke mindst for at begrænse filmens længde mod slutningen af produktionen. Mange af filmens mest mindeværdige replikker stammer fra Donati eller filmens engelske dialoginstruktør, den udlandsamerikanske skuespiller Mickey Knox.

### Stil
I Once Upon a Time in the West ændrede Leone stil i forhold til sine tidligere westernfilm. Mens "Dollars" filmene var besynderlige og hurtige og en form for parodi på det vilde vestens ikoner er Vestens hårde halse meget langsommere og alvorlig i temaet. Leones karakteristiske stil, som er meget anderledes, men samtidig meget påvirket af Akira Kurosawas Sanshiro Sugata (1943), er stadig tydelig, men er blevet ændret ved starten på Leones anden såkaldte "Once Upon a Time", trilogi. Personerne i denne film begynder også at ændre sig markant i forhold til deres forgængere i "Dollars" trilogien. De er ikke helt så skarpt tegnede og som noget usædvanligt for Leones personer indtil da, ændrer de sig (eller forsøger i det mindste på det) i løbet af historien. Dette markerer begyndelsen på den anden fase af Leones stil, som blev yderligere udviklet i  Duk dig, fjols! og Der var engang i Amerika.

### Temaer og motiver
Et vigtigt motiv i filmen er jernbanen, dens fremmarch forkynder kulturens og civilisationens ankomst og det gamle mytiske vilde vestens forsvinden. Dette fanger i miniature de gamle kulturheltes uddøen i den moderne verden, hvor det er det almindelige menneske, som har betydning. 
Vesten blev af Leone anset for at være det sidste sted hvor man kunne finde gammeldags helte, og man kan se filmen som en nostalgisk gennemgang og udforskning af fortiden. Parallelt til dette er der Leones sorg over det mytiske vilde vestens forsvinden fra filmens verden og filmen er hans måde at stede de gamle Hollywood westernhelte og legender til hvile – som filmens titel antyder. Den afsluttende duel mellem Harmonica (Bronson) og Frank (Fonda) tydeliggør dette budskab. Harmonica fungerer ofte som filmens tematiske stemme og har ventet på at Frank (som har forsøgt st blive blive forretningsmand gennem hele fortællingen) skal bekende kulør som en fra den gamle race og møde ham i en afgørende revolverduel. Et andet gennemgående tema er vand. Forandringen af den centrale skikkelse Jill (Cardinale) sker som følge af vandet på hendes jord, og der er adskillige scener hvor der bliver serveret eller drukket vand. En brønd og dens vand har en central placering i fortællingen som det der nærer den nye civilisatin, og Stillehavet spiller en betydningsfuld rolle i Mortons vision om at bygge en transamerikansk jernbane. 

### Tempo
Filmen indeholder lange langsomme scener, hvor der ikke er megen dialog eller handling, afbrudt af korte og voldelige scener. Leone var langt mere interesseret i de ritualer der gik forud for volden end volden i sig selv. Filmens tone er i tråd med det tørre steppeland, hvori den foregår, og giver den et realistisk præg, som står i modsætning til de omhyggeligt koreograferede skyderier.

### Lokationer
Teglporten, som optræder i Harmonicas tilbageblik til sin ungdom og som indgår i filmens udgangspunkt, blev opført nær en lille lufthavn km nord for Monument Valley i Utah, tre km fra Highway 163 som forbinder Gouldings Lodge og Mexican Hat.  Den berømte startscene med de tre revolvermænd, som møder toget, var den sidste scene, som blev optaget i Spanien. Optagelserne ved Cattle Corner Station, som stedet blev kaldt i historien, var planlagt til at vare fire dage og foregik ved jernbanelinjen nær Estación de Calahorra, udenfor Guadix i Spanien. Skuespilleren Al Mulock som spiller Knuckles i åbningsscenen begik selvmord i Guadix lige inden man var færdige med at filmatisere denne sekvens. Leone hævdede at han havde behov for en næroptagelse mere.

### Besættelse af rollerne
Fonda accepterede ikke Leones første tilbud om at spille Frank, så Leone fløj til New York for at overbevise ham: "Forestil dig dette: kameraet viser en revolvermand fra taljen og nedefter, som trækker sin revolver og skyder et løbende barn. Kameraet vipper op mod revolvermandens ansigt og ... det er Henry Fonda." Efter at være mødtes med Leone ringede Fonda til sin ven Eli Wallach, som rådede ham til at medvirke, da "You will have the time of your life."
Da han ankom til optagelserne havde Fonda brune kontaktlinser og skæg. Fonda mente at mørke øjne og skæg ville passe godt til hans persons ondskab og også hjælpe publikum til at godtage denne "nye" Fonda som skurken. Leone gav ham straks besked på at fjerne linserne og skægget. Leone følte at Fondas blå øjne bedst afspejlede hans kolde dræbernatur. Fonda hævdede senere, at hans rolle som Frank var hans personlige favorit.  
Leone tilbød oprindelig rollen som Harmonica til Clint Eastwood; men da han afslog, hyrede han Charles Bronson, som oprindelig var blevet tilbudt rollen som Manden uden navn i En nævefuld dollars, men havde afslået. James Coburn var også i betragtning til rollen som Harmonica men forlangte for mange penge.
Robert Ryan blev tilbudt rollen som sheriffen, som endte med at blive spillet af Keenan Wynn. Ryan havde oprindelig accepteret, men trak sig ud, efter at han fik en større rolle i Sam Peckinpahs The Wild Bunch.
Enrico Maria Salerno og Robert Hossein fik begge tilbudt rollen som Morton inden den blev givet til Gabriele Ferzetti. Hossein havde sagt ja, men måtte melde afbud på grund af en rolle på teatret. Ferzetti, som anser det for en af sine bedste roller, beskrev det som skæbnens lod i et interview til DVD udgivelsen.
Skuespilleren Al Mulock (som optræder i den indledende scene og i Leones Den gode, den onde og den grusomme) begik selvmord under indspilningen af filmen ved at springe ud fra sit hotelværelse i fuldt kostume. Frank Wolff, som spiller McBain, begik senere selvmord på et hotel i Rom i 1971.

### Musik
Musikken blev skrevet af komponisten Ennio Morricone, Leones sædvanlige medarbejder, som skrev musikken efter Leones anvisninger inden filmatiseringen startede. Ligesom i Den gode, den onde og den grusomme bidrager den uforglemmelige musik til filmens storhed og i lighed med musikken til The Good the Bad and the Ugly betragtes den som et af Morricones bedste værker.  
Musikken indeholder et ledemotiv for hver af hovedpersonerne og til ånden i det vilde vesten. Det var Leones ønske at have musikken til rådighed, så den kunne afspilles i baggrunden under optagelserne.

## Filmens eftermæle
Selv om den i USA ikke er så populær som den tidligere "Dollars Trilogi", har Vestens hårde halse opnået kultstatus verden over, især blandt filmentusiaster og filmskabere. I slutningen af 1960'erne og 1970'erne blev den revurderet af mange unge filmskabere og filmkritikere og som følge heraf opnåede den et ry som et mesterværk. Instruktører såsom Martin Scorsese, George Lucas, John Carpenter, John Milius, John Boorman og Baz Lurhmann har alle talt om den indflydelse filmen har haft på dem. Den anses i dag for en af de bedste film nogensinde, og mange anser den både for at være den bedste westernfilm og Sergio Leones bedste præstation som instruktør. Once Upon a Time in the West optræder i adskillige filmafstemninger. Den ligger i reglen på top tyve på IMDB's top 250 og er opført som en af de bedste film nogensinde på Time magazines liste. Filmkritikeren Kim Newman hævdede, at det var den bedste Western, der nogensinde er lavet, og det samme gjorde filmkritikeren Christopher Frayling, som skrev to bøger om filmens eftermæle.

### Aktuel placering
- I 2008 gennemførte Empire Magazine en afstemning om de "500 Greatest Movies of All Time", hvori deltog 10.000 læsere, 150 filmskabere og 50 filmkritikere. Vestens hårde halse opnåede en 14. plads.
- Time Magazine betegnede Once Upon a Time in the West en af de 100 bedste film i det 20. århundre.
- I They Shoot Pictures, Don't They's liste over de 1000 største film er Vestens hårde halse placeret som nummer 80.
- Total Film magazine medtog Vestens hårde halse i deres særudgave om de 100 bedste film.
- Filmen har konsekvent ligget på IMDB's top 250 film baseret på stemmer fra sidens registrerede brugere users og ligger mens dette skrives som nr. 23.[7]

## Udgivelser

### Amerikansk udgave
I USA fik filmen en ret dårlig modtagelse i starten, og høstede fortrinsvis negative eller ligegyldige anmeldelser for den fulde udgave på 165 minutter. Paramount skar filmen ned til ca. 145 min., men filmen blev ingen succes i biograferne. Følgende scener blev udeladt i den amerikanske udgave:
- Hele scenen ved Lionel Standers handelsstation. Cheyenne (Robards) optrådte først i den amerikanske udgave da kan senere ankom til McBains ejendom senere i filmen. Stander forblev i rulleteksterne, selv om han slet ikke optrådte i denne version.
- Scenen hvor Morton og Frank diskuterer hvad de skal gøre ved Jill ved Navajo Cliffs.
- Scenen med Mortons død blev forkortet betragteligt.
- Cheyennes dødsscene blev helt fjernet.

På den anden side blev en scene en smule længere i den amerikanske version. Efter den indledende duel, hvor alle fire revolvermænd skyder og falder, rejser Charles Bronsons person sig op, og viser at han kun er blevet ramt i armen. Denne del af scenen var oprindelig blevet fjernet af Leone i den internationale udgave. Den blev sat ind i den amerikanske udgave fordi de amerikanske distributører ellers var bange for at biografgængerne ellers ikke ville forstå historien, især fordi Harmonicas sår ellers først optræder i scenen på handelsstationen, som blev udeladt i den kortere amerikanske version. 

### Genudgivelse i 1984
Den engelsksprogede version blev genskabt i ca. 165 minutters længde ved en genudgivelse i 1984 og til videoudgivelsen det følgende år. 

### Længere udgaver
En lidt længere 168 min. lang udgave eksisterer i Italien. Den indeholder adskillige scener, som er lidt længere, men ingen yderligere scener. Den længste udgave er på 171 minutter og er kun uofficielt tilgængelig som piratkopi på forskellige fildelings sites. 

### Tysksproget udgave
Den tysksprogede udgave fik titlen Spiel mir das Lied vom Tod ("Play to me the Song of Death"). I den oprindelige engelske udgave siger Frank "Keep your lovin' brother happy" da han presser mundharmonikaen ind i den unge Harmonicas mund mens han står med sin bror på skuldrene. Denne linje blev oversat til: Na komm' – spiel mir das Lied vom Tod. Mens Harmonica i stilhed placerer instrumentet mellem tænderne på Frank da han er døende efter deres duel, siger han i den tyske udgave (mens kameraet er fokuseret på Fondas ansigt) Spiel mir das Lied vom Tod, Frank!. Dette understreger Harmonicas historie, og hans grund til at søge hævn, og understreger tydeligt Harmonicas tema og dens dystre baggrund og betydning i en grad så den truer med at ændre hele filmens fokus i retning af dette tema. 
Da den oprindelige replik er den eneste omtale af Harmonicas bror, tror mange der har set den tyske udgave, at den lynchede mand er Harmonicas far. Der er forskellige andre tilføjelser til den oprindelige tekst, mest bemærkelsesværdig er en sætning, som Frank siger til Morton – "Pacific Ocean, hm?" – da Morton ligger døende i en mudderpøl.

### DVD udgave
Efter flere års opfordringer fra publikum udgave Paramount Pictures en "Special Collector's Edition" af Vestens hårde halse den 18. november 2003, som varede 165 minutter, (158 minutes i nogle regionwe). Udgave indeholder kommentarer fra filmeksperter og historikere såsom John Carpenter, John Milius, Alex Cox, filmhistorikeren og forfatter af en Leone biografi sir Christopher Frayling, Dr. Sheldon Hall foruden skuespillerne Claudia Cardinale og Gabriele Ferzetti samt Bernardo Bertolucci, en af filmens medforfattere.
En ekstra DVD indeholder special features, herunder tre små dokumentarfilm om forskellige aspekter af filmen:
- En voldsopera
- Syndens løn
- Noget om døden

Der er en Railroads: Revolutionizing the West featurette, fotos fra optagelserne samt den oprindelige trailer.

## Film henvisninger
Det var Leones hensigt at bruge konventionerne i de amerikanske westerns af John Ford, Howard Hawks og andre og omarbejde dem på en ironisk måde, så deres oprindelige betydning i grunden blev 
vendt på hovedet for at skabe en mere mørk betydning. Det mest oplagte eksempel herpå er at give veteran westernhelten Henry Fonda rollen som skurken Frank, men der er også mange andre mere subtile drejninger filmen igennem. Ifølge filmkritikeren og historikeren Christopher Frayling indeholder filmen citater fra op imod 30 klassiske amerikanske westerns. (Se denne gennemgang, som indeholder mange referencer, som er bekræftet af Frayling, Leone og andre, samt mange mere spekulative.)
Nogle af de vigtigste film, som der er henvisninger til er: 
- High Noon. Indledningen ligner starten på High Noon, hvor tre skurke (Lee Van Cleef, Sheb Wooley og Robert J. Wilke) venter ved en station på at deres bandeleder (som også hedder Frank, spillet af Ian MacDonald), som skal komme med middagstoget. I indlednignen af Vestens hårde halse venter tre banditter (Jack Elam, som spillede en lille rolle i High Noon, Woody Strode og Al Mulock) på en station, men ventetiden er blevet til en 8 minutter lang sekvens. Toget ankommer flere timer efter middag og dens passager er filmens helt (Charles Bronson) i stedet for dens skurk. Scenen er berømt for dens brug af naturlige lyde: en knirkende vindmølle, fingre der knækkes og Jack Elams person, som forsøger at jage en flue væk. Ifølge rygterne tilbød Leone rollerne til de tre stjerner i Den gode, den onde og den grusomme Clint Eastwood, Lee Van Cleef og Eli Wallach.[9]
- 3:10 to Yuma. Denne kultwestern af Delmer Daves kan have haft betydelig indflydelse på filmen. Den mest oplagte henvisning er en kort samtale mellem Keenan Wynns sherif og Cheyenne hvor de taler om at sende denne til fængslet i Yuma. Hertil kommer at i lighed med Leones film bliver hovedskurken spillet af en skuespiller (Glenn Ford) som normalt spiller helte. Filmen indeholder også diegetisk musik (et spet fløjter Ford filmens titelmelodi ligesom Harmonica laver musik i Vestens hårde halse). Og scenen hvor Van Heflins person ledsager Ford til jernbanestationen mens han undgår et baghold fra hans bande kan have inspireret til bagholdet mod Frank i Leones film.
- The Comancheros.  Navnet McBain og navnet på byen Sweetwater kommer fra denne film.
- Johnny Guitar. Personen Jill McBain er angiveligt baseret på Joan Crawfords person Vienna og Harmonica kan være påvirket af Sterling Haydens titel person. Noget af det grundlæggende plot (nybyggere mod jernbanen) kan være genbrugt fra denne film.[10]
- The Iron Horse. West kan indeholde adskillige subtile henvisninger til denne film, herunder en optagelse i lav højde af et tog som nærmer sig, og sekvensen med toget, som kører ind på Sweetwater station i slutningen af filmen.[10]
- Shane. Scenen med massakren i Vestens hårde halse viser unge Timmy McBain på jagt sammen med sin far, ligesom Joey er på jagt med sin far i Shane. Begravelsen af familien McBain er næsten identisk hentet fra Shane.[10]
- Forfølgeren. Leone indrømmede, at under massakren på McBain familien var de raslende buske, cikaderne som holder op med at synge og de lettende fasaner som skulle antyde at noget ondt nærmede sig gården alle taget fra Forfølgeren. Slutningen på filmen — hvor nomaderne Harmonica og Cheyenne må rejse videre frem for at slutte sig til det moderne samfund — er også et ekko fra den berømte slutning på Fords film.[10]
- Warlock. I slutningen af denne film bærer Henry Fondas person tøje, som meget ligner hans tøj igennem hele West. Hertil kommer at Warlock viser en diskussion om mødre mellem Fonda og Dorothy Malone som ligner den mellem Cheyenne og Jill i Vestens hårde halse.  Endelig indeholder Warlock en sekvens hvor Fondas person sparker krykkerne væk under en invalid, ligesom han gør det ved Mr. Morton i Vestens hårde halse.
- The Magnificent Seven. I denne film skærer Charles Bronsons person på et stykke træ. I West gør han det samme, om end i en anden sammenhæng. The Magnificent Seven var baseret på De Syv Samuraier af Akira Kurosawa hvis Yojimbo (livvagten) var inspiration  til Leones En nævefuld dollars.
- Winchester '73. Det er blevet hævdet at scenerne i Vestens hårde halse fra handelsstationen er baseret på dem i Winchester '73, men ligheden er svag.[10]
- The Man Who Shot Liberty Valance. De lange frakker, som Frank og hans mænd bærer under massakren i indledningen minder om dem som bæres af Liberty Valance (Lee Marvin) og hans følgesvende da man møder dem i denne film. Hertil kommer at auktionsscenen i West var tænkt at skulle minde om valgscenen i Liberty Valance [10].
- The Last Sunset. Den afsluttende duel mellem Frank og Harmonica er optaget omtrent ligesom duellen mellem Kirk Douglas og Rock Hudson i denne film.[10]
- Duel in the Sun. Morton, den invalide jernbanebaron i Vestens hårde halse blev baseret på den person Lionel Barrymore spillede i denne film.[10]
- Sergeant Rutledge (med Woody Strode i titelrollen). I denne John Ford Western er der en scene hvor Constance Towers' person falder i søvn i en stol med en riffel i skødet, mens hun holder udkig efter fjendtlige apacher, ligesom Jill McBain gør det i Leones film.
- My Darling Clementine. I scenen på handelsstationen skubber Cheyenne Harmonicas revolver hen ad bardisken til ham, og udfordrer ham til at skyde – i lighed med Morgan Earp (Ward Bond) som skubber sit våben til broder Wyatt (Henry Fonda) i Ford filmen da Earp brødrene møder Doc Holiday (Victor Mature) for første gang. Ligeledes indeholdt en fraklippet scene i Vestens hårde halse Frank som blev barberet og parfumeret i en barbersalon, meget lig Fondas Wyatt.

Der er andre mindre henvisninger til forskellige film, som ikke er westerns, ikke mindst Luchino Viscontis Leoparden.
I modsætning til hvad mange tror var navnet på byen "Sweetwater" ikke hentet fra The Wind, Victor Sjöström's stumfilm. Bernardo Bertolucci har sagt, at han så på et kort over det sydvestlige USA og fandt navnet på byen i Arizona, og besluttede at bruge det i filmen. Imidlertid optræder en "Sweetwater" — sammen med en person ved navn McBain — i John Wayne westernfilmen The Comancheros, som Leone beundrede.
Der blev senere refereret til Vestens hårde halse i De hurtige og de døde, med Gene Hackmans person, John Herod, overfor Ellen, (Sharon Stone) i den afsluttende revolverduel. Hendes identitet er et mysterium til det sidste, hvor publikum ser et tilbageblik til Herods lynchning af hendes far, en sherif, hvor han giver hende en chance for at redde hendes fars liv ved at skyde rebet over, men hvor hun rammer ved siden af. Ligesom Frank råber Herod yells, "Who are you?" og det eneste svar han får er et minde fra den tidligere lynchning, i dette tilfælde en sherifstjerne, som Ellen har beholdt lige siden. De hurtige og de døde har en anden forbindelse til Vestens hårde halse: Det var Woody Strodes sidste film. Han døde inden filmen blev udsendt. 
Mange andre film har henvisninger til Leones film. Quentin Tarantinos Inglourious Basterds starter med en lang sekvens med titlen Once Upon a Time in Nazi-Occupied France (selv om scenen egentlig mere ligner Lee Van Cleef's entre i Den gode, den onde og den grusomme), og hans Kill Bill films indeholder bidder af Morricones lydspor. Pirates of the Caribbean: At World's End indeholder en parodi på "Man With a Harmonica" temaet, mens filmens helte parlamenterer på en sandbanke inden det endelige opgør. Baz Luhrmans Australia indeholder adskillige nik til Leones film, herunder en gård med en knirkende vindmølle, en næsten identisk begravelsesscene og det antagonistiske forhold mellem filmens skurke.

## Eksterne kilder
- Vestens hårde halse på Internet Movie Database (engelsk)
- Vestens hårde halse på Filmdatabasen
- Vestens hårde halse på Scope
- Vestens hårde halse i Svensk Filmdatabas (svensk)
- Vestens hårde halse i Svensk mediedatabas (svensk)
- Vestens hårde halse på AlloCiné (fransk)
- Vestens hårde halse på MovieMeter (nederlandsk)
- Vestens hårde halse på AllMovie (engelsk)
- Vestens hårde halse hos American Film Institute (engelsk)
- Vestens hårde halse hos British Film Institute (engelsk)
- Once Upon a Time in the West Arkiveret 19. juni 2010 hos  Wayback Machine på Spaghetti Western Databasen